# 羗山
羗山（英語：Keung Shan，舊作薑山）是香港新界大嶼山西部的一個山峰，海拔約459米，位置約為大澳至石壁之間。

## 景點
- 羗山觀音寺
- 羗山瀑布
- 羗山道